# هشام بهلول
هشام بهلول (مواليد 3 سبتمبر 1973) هو ممثل مغربي، من أبرز الممثلين المغاربة، شارك في عدة أفلام ومسلسلات مغربية، كما شارك في أعمال عربية، من أبرز أدواره بطولة الفيلم السينمائي القلوب المحترقة للمخرج المغربي أحمد المعنوني. شارك في عدة ملتقيات وحصد عدة جوائز سواء على المستوى المغاربي أو العربي.

## مسيرته
رغم ضبابية أوضاع كواليس الساحة السينمائية بالمغرب، ورداءة الجو الفني السينمائي في بعض الخطوط،  استطاع هشام بهلول أن يكسب نفسه تجربة مهمة، صقلت موهبته الفنية في السوق السينمائية المغربية، أهلته أن يكون أكثر الفنانين المغاربة طليعة وترشيحا إلى الاحترافية، عن جدارة سواء من خلال البوابة المغربية والمغاربية والعربية ثم الإفريقية. علاوة على عمله إلى جانب المخرج أحمد المعنوني. وقد ساعدته الفصاحة التي يتميز بها على غرار الممثل حسن الجندي في أن يكون له ظهور محترم في عدة أعمال عربية،  نذكر منها بالخصوص مسلسل هولاكو،  رفقه الممثل السوري أيمن زيدان ونخبة من المبدعين العرب. كما تألق في دور مسلم بن عقيل في مسلسل معاوية والحسن والحسين. كذلك برز في العمل الفني الضخم من حيث الإنتاج والإتقان في الاخراج، في المسلسل التاريخي "عمر"، ولعب هشام بهلول دور عكرمة بن أبي جهل الذي تألق فيه.

## حادثة السير
تعرض الفنان هشام بهلول إلى حادثة سير، أجبرته على الغياب لمدة من الزمن، حيث تعرض فيها لعدة جروح وكسور في مناطق مختلفة من الجسد، وقد أبان في هذه النكسة عن رباطة جأش وقوة في التحدي والصمود أمام الإصابة، فبعد توقف قلبه ودخوله في غيبوبة طويلة، وإجراء ثلاثة عمليات جراحية، غادر هشام بهلول المستشفى متعافى وبتجربة قاسية قد تزيده حنكة وتلهم مساره الفني عن وجدان الحياة وقيمة التضامن الإنساني في التقاليد المغربية.

## أعماله

### أفلام مغربية
- غدا منذ الفجر
- 2001: شفاه الصمت
- 2002: منى صابر
- 2005: الطريق الصحيح
- 2005: المتاهة
- 2006: السمفونية المغربية
- 2007: غروب الشمس
- 2007: القلوب المحترقة
- 2007: نانسي والوحش
- 2008: بحيرتان من دموع
- 2009: موسم المشاوشة
- 2009: المطمورة
- 2009: سر العرصة
- 2017: رضات الوالدين
- 2019: الماضي لا يعود

### مسلسلات مغربية
- ذئاب في دائرة (1998)
- أولاد الناس (1999)
- تغالين
- الكمين (2002)
- أمود (2005)
- البعد الآخر (2006 - 2009)
- الأبرياء ج1 (2007)
- الأبرياء ج2 (2008)
- عمر (مسلسل) (2012)
- رضاة الوالدة ج2 (2019)
- الغريبة (2020)

### المسلسلات العربية
- هولاكو (2002)
- بنت النور (2007)
- معاوية والحسن والحسين (2011)
- بيوت في مكة (2011)
- عمر (2012)
- فتح الأندلس (2022)

## وصلات خارجية
- هشام بهلول على موقع IMDb (الإنجليزية)
- هشام بهلول على موقع قاعدة بيانات الأفلام العربية
- هشام بهلول على موقع قاعدة بيانات الفيلم (الإنجليزية)